# Steinkisten von Francheville
Die Steinkisten von Francheville liegen in Francheville nordwestlich von Dijon im Département Côte-d’Or in Frankreich. Sie wurden auf dem Kamm eines schmalen Hügels im „Forêt de Nonceuil“ in einem Dutzend kleiner Hügel entdeckt und in den 1960er Jahren von E. Guyot ausgegraben, aber nicht publiziert. 
Die Steinkisten scheinen zwei oder drei Körper beherbergt zu haben. Die Form und einige Keramikscherben erinnern an das mittlere Neolithikum, aber die Bestattungen erfolgten in der späten Jungsteinzeit und in der Bronzezeit. 
Untersuchungen von 1998 bis 2003 in vier der Hügel erlaubten es, die Bauweise der Cairns zu analysieren und die Elemente ihrer Einbauten zu bestimmen. Der lokale Untergrund besteht aus Kalkstein, der die Platten für die Kammern und die Steine lieferte. Die größten waren 1,5 m lang.
Der östliche Tumulus Nr. 1 hat ein gestörtes Aussehen. Drei Platten, die den beiden kurzen und einer der Langseiten einer Steinkiste entsprachen, waren stark nach innen geneigt. Sie bedeckten eine vierte Platte, die flach lag und zur zweiten Langseite gehörte. Ein weiblicher Erwachsener von etwa 35 Jahren, der von einem 10-jährigen Kind begleitet wurde, wurde identifiziert. Es wurden keine lithischen oder keramischen Funde gemacht.
Die Steinkiste lag in einer 0,6 m ins Grundgestein eingetieften Grube. Ihre Platten wurden durch Verkeilung gehalten. Die Maße der Kiste können für die Länge auf 1,6 m und für die Breite auf 1,2–1,3 m geschätzt werden. Die verlagerte Platte auf der Südseite erlaubt es nicht, die Abmessungen genau zu bestimmen. Die Struktur hat im Norden eine 1,2 m lange, 0,50 m breite und 0,13 m dicke Platte. Die kurze Ostseite besteht aus zwei überlappenden Platten, von denen die größere 0,92 m lang, 0,50 m breit und 0,08 m dick ist und die kleinere, an der Nordseite 0,68 m lang, 0,32 m breit und 0,12 m dick ist. Die kurze Westseite besteht aus einer 1,14 m langen, 0,61 m breiten und 0,12 m dicken Platte.